# Marcia Strassman
Marcia Strassman est une actrice américaine née le 28 avril 1948 à New York, dans l'État de New York, aux États-Unis, et morte chez elle à Sherman Oaks, quartier de la ville de Los Angeles, en Californie, aux États-Unis, d'un cancer du sein le 24 octobre 2014,.

## Filmographie

### Années 1960
- 1969 : Changes (en) de Hall Bartlett : Kristine, Reporter

### Années 1970
- 1972 : Wednesday Night Out (TV)
- 1972 : Mash 4077 (TV)
- 1975-1979 : Welcome Back, Kotter (TV) : Julie Kotter
- 1975 : Journey from Darkness (TV) : Nancy
- 1976 : Brenda Starr (TV) : Kentucky Smith
- 1977 : The Love Boat II (TV) : Pat McFarland
- 1978 : L'Île fantastique (TV) : (S1Ép09 - Butch et le Kid - La Danseuse) Catherine Patrino

### Années 1980
- 1980 : Rupture fatale (Once Upon a Family) (TV) : Pam Ferguson
- 1980 : Brave New World (TV) : Lenina Disney
- 1980 : Good Time Harry (série télévisée) : Carol Younger
- 1981 : Likely Stories, Vol. 1 (série télévisée)
- 1982 : Soup for One : Maria
- 1985 : Vol d'enfer (The Aviator) : Rose Stiller
- 1985 : Shadow Chasers (TV) : Stella Pence
- 1987 : Haunted by Her Past (TV) : Rita Kamen
- 1988 : Daddy Can't Read (TV) : Mary Watson
- 1989 : Chérie, j'ai rétréci les gosses (Honey, I Shrunk the Kids) : Diane Szalinski
- 1989 : Booker ("Booker") (série télévisée) : Alicia Rudd

### Années 1990
- 1991 : Fast Getaway : Lorraine
- 1991 : Newman (And You Thought Your Parents Were Weird), de Tony Cookson : Sarah Carson
- 1992 : Chérie, j'ai agrandi le bébé (Honey I Blew Up the Kid) : Diane Szalinski
- 1992 : Mastergate (TV) : Merry Chase
- 1993 : Indiscrétion assurée (Another Stakeout) : Pam O'Hara
- 1994 : Drôles de monstres (Aaahh!!! Real Monsters) (série télévisée) : Hairyette (voix)
- 1994 : Chérie, j'ai rétréci le public (Honey, I Shrunk the Audience) : Diane Szalinski
- 1994 : La Loi de la Nouvelle-Orléans ("Sweet Justice") (série télévisée) : Althea 'Bunny' McClure (1994-1995)
- 1995 : Crazy Love (série télévisée) : Allie Singer
- 1995 : Cops n Roberts
- 1995 : Family Reunion: A Relative Nightmare (TV) : Margaret McKenna
- 1996 : Le Monde de minus (Earth Minus Zero) : Debbie Heller
- 1996 : The Rockford Files: Friends and Foul Play (TV) : Dr Trish George

### Années 2000
- 2000 : Noah Knows Best (série télévisée) : Martine Beznick (2000-)
- 2002 : Vent de panique (Gale Force) (vidéo) : Kim Nelson
- 2002 : Power Play : Susan Breecher
- 2003 : The Movie Hero (en) de Brad T. Gottfred : Blake's Mom
- 2003 : Tremors, la série de Brent Maddock et S.S. Wilson (série télévisée) : Nancy Sterngood
- 2005 : Reeker : Rose

## Récompenses et nominations